# Храм Алаверди
Монастырь и собор Святого Георгия (Алавердский храм) — монастырский комплекс с одноимённым собором первой четверти XI века, который считается одним из четырёх великих соборов Грузии. Расположен близ одноименного села в Алазанской долине (Ахметский муниципалитет Кахетинского края Грузии).
Высота собора — около 50 метров, высота внутреннего пространства — свыше 42 метров. На протяжении почти тысячи лет (до возведения в Тбилиси храма Цминда Самеба) собор Алаверди был самой высокой церковной постройкой Грузии (хотя по общим размерам уступал храму Светицховели).
Собор, который является кафедральным для Алавердской епархии, номинирован властями Грузии на включение в список Всемирного наследия.

## История
Название происходит от нахского словосочетания *alav-jerdèn со значением «княжеское (царское) святилище». Второй компонент встречается в наименованиях древних христианских храмов Ингушетии — Тхаба-Ерды и Альби-Ерды. Другая версия этимологии — от тюркского Allahverdi («Бог дал») — сталкивается с хронологическими трудностями, поскольку название Алаверди упоминается письменными источниками гораздо раньше проникновения в Грузию сельджуков вследствие битвы при Манцикерте.
Монастырь основан в VI веке Иосифом Алавердским, чьи мощи здесь покоятся. Существующий каменный крестовокупольный четырёхстолпный собор построил в первой половине XI века кахетинский правитель Квирике III.
После распада средневековой Грузии и обретения Кахетинским царством независимости обветшавший храм стал наиболее значительным зданием и духовным центром этого государства. Во второй половине XV века собор был перестроен с использованием более дешёвого строительного материала: своды и купол, а также значительная часть северного фасада выложены не из камня, а из кирпича. Во время Великого поста 1480 года на Алаверди напали лезгины, умертвившие в алтаре храма епископа Иоанна. 
В XVII и XVIII веках Алавердский монастырь действовал как женская обитель, где принимали постриг представительницы царского рода. В 1742 году пострадал от землетрясения. На религиозные праздники здесь собиралось от 15 до 20 тысяч человек; при монастыре под патронажем царей традиционно проводилась ярмарка.
После присоединения Грузии к России, в XIX веке, были разобраны приделы (галереи) с усыпальницей кахетинских царей Александра, Георгия и Теймураза. Тогда же экзархом Ионой собор был переосвящён в честь Воздвижения Креста Господня (в связи с тем, что царевич Леван привёз сюда из Иерусалима частицу Животворящего Креста Господня).
В советское время монастырь был закрыт, а богатое собрание старинных рукописей было увезено в Тбилиси. С 1966 года ведётся научная реставрация памятника.

## Описание

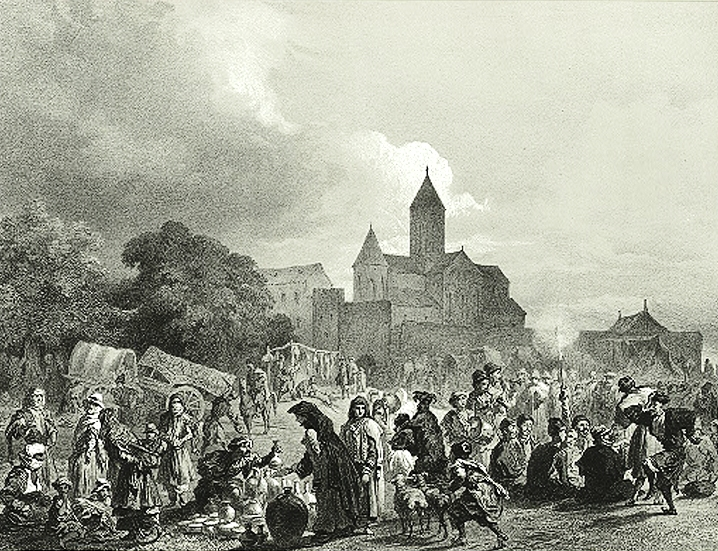
«Праздник в Алаверди» (Г. Г. Гагарин, 1847)

Алавердский храм характерен для закавказской архитектуры средневековья. С запада к основному объёму примыкает трёхнефный рукав, на втором этаже которого устроены хоры. Фасад украшен традиционной каменной резьбой и аркатурным поясом из пучковых тяг. Иконостас XVIII века — вклад царевича Ираклия Георгиевича.
В ходе советской реставрации удалось обнаружить фрагменты стенописи XI—XVII веков. Наиболее значительные участки стенописи датируются временем после поновления храма в конце XV века и имеют сходство с искусством поздних Палеологов.
Алаверди — один из немногих грузинских монастырей, обнесённых каменной оградой. Окружающие собор постройки датируются XVI—XVII веками и включают дворец епископа с трапезной, дворец персидского наместника Пейкар-хана, баню.
Монастырь действующий. Известно, что ещё в XII веке при нём существовала винодельня, которая, по некоторым оценкам, является старейшей в Восточной Европе. Монахи продолжают делать собственное вино.